# 梅津秀行
梅津 秀行（うめづ ひでゆき、1955年7月24日 - 2024年5月17日）は、日本の声優、俳優。愛知県出身。81プロデュース最終所属。既婚。

## 略歴
東京医科歯科大学卒業。役者にならなかったら歯医者になっていたと語っている。
芝居を始めるきっかけは、友人が早稲田大学に入って芝居を始めたいと言い出し「どっか一緒に探してくれよ」と言われて同大学の演劇サークルの劇団木霊を見つけて入団したことである。その友人はのちに退団したという。
伝手で時代劇に出演し、俳優として活動。初めて台詞がある役をもらうが、先輩の芝居を見て自身の演技に違和感を覚え、その原因を考えたところ喋る勉強をしていないことに思い至り、俳優養成所に入所し、NHKアクターズゼミナールの声優科に入学。
講師の助手を経て1982年にてテレビアニメ『サイボットロボッチ』のDr.ハイブロー役で声優デビューを果たした。
NPSテアトル、アーツビジョンを経て、81プロデュース所属となった。
2024年5月17日、間質性肺炎により死去。68歳没。訃報は5月21日に公表された。

## 人物
音域はA - E。声優界の名バイプレイヤーであり、コミカルなキャラクターを得意としている。かつては若者役もあったが、1997年時点ではお父さん的な役柄で知られる。
報道番組などにおけるナレーションも多い。また、バラエティ番組におけるボイスオーバーも多く担当している。
下戸である（『シェイムレスIV』のインタビューより）。甘党で、苦い物も好きだが、酸味の強い物は苦手であるという。
趣味・特技は乗馬、バイオリン、三味線、フルート。

## 出演
太字はメインキャラクター。

### テレビアニメ
1982年
- 怪物くん（メーデル）
- サイボットロボッチ（1982年 - 1983年、Dr.ハイブロー）
- 愛の戦士レインボーマン

1985年
- 蒼き流星SPTレイズナー（1985年 - 1986年、デビッド・ラザフォード）
- おねがい!サミアどん（1985年 - 1986年）
- ドラえもん（テレビ朝日版第1期）（男、おもちゃ屋、郵便屋さん、警官、侍A、仲間A 他）
- パーマン
- Mr.ペンペン

1986年
- 機動戦士ガンダムΖΖ（ネル・マーセン）
- マシンロボ クロノスの大逆襲（キャスモドン、ギルディス、バトランサー 他）
- 六三四の剣 青春編（久門大介）

1987年
- 愛の若草物語（サットン）
- ウルトラB（1987年 - 1989年、ドアボーイ、岡っ引き）
- エスパー魔美（男B、刑事B、ガードマン、玉井、勝男 他）
- シティーハンター（男B、組員B、殺し屋、佐伯、高見沢守 他）
- Bugってハニー
- プロゴルファー猿（研修生A、二期生A 他）

1988年
- ホワッツマイケル（1988年 - 1989年、小林さん）
- ミスター味っ子（1988年 - 1989年、日吉食堂店主、レポーター、味将軍グループ部下A、味将軍グループ部下B、吉村 他）

1989年
- ジャングルブック・少年モーグリ（1989年 - 1990年、オオカミA、狼、若い狼A、オオカミC、シカ、ダスティ）
- 天空戦記シュラト（羅刹天ニリハリ）
- パラソルヘンべえ（カネヒコ、トビケン）
- ビリ犬なんでも商会（青年）
- ミラクルジャイアンツ童夢くん（新城夢人、クロマティ、達川光男）
- YAWARA!（1989年 - 1992年、不良A、ツッパリA、加藤忠商事営業部、吉田、部員(2)）

1990年
- NG騎士ラムネ&40（アッサーム、隊長）
- 美味しんぼ（不良少年A）
- 鴉天狗カブト（六車輪童子〈金童子〉）
- たいむとらぶるトンデケマン!（ガンマンA、士官、主審）
- ダッシュ!四駆郎（ハチマキ）
- PEACH COMMAND 新桃太郎伝説（青の銅魔）
- 桃太郎伝説 PEACHBOY LEGEND（父鬼、歌舞鬼）
- RPG伝説ヘポイ（レオタードおじさん）

1991年
- おばけのホーリー（カカラス、泥棒、ニャンタロウ 他）
- おぼっちゃまくん（チャッパマンの父）
- おもちゃの国のノディ（ナレーション）
- チンプイ（狼ライダー、警備隊）
- 炎の闘球児 ドッジ弾平（1991年 - 1992年、戸山コーチ、五十嵐剛）

1992年
- 宇宙の騎士テッカマンブレード（カル）
- チロリン村物語（ペロリン村長、機関士マロン）
- 21エモン（特許認可委員B）
- 美少女戦士セーラームーン（牧師 / 妖魔ボクシー）
- ファンタジーアドベンチャー 長靴をはいた猫の冒険
- ボーイフレンド（柾の父）

1993年
- 機動戦士Vガンダム（キスハール・バグワット）
- GS美神（ネッガー）
- しましまとらのしまじろう（漁師）
- ジャングルの王者ターちゃん♡（1993 - 1994年、アッパパ、黒竜拳、劉宝、ダグラス）
- SLAM DUNK（1993年 - 1996年、青田龍彦、黛明）
- それいけ!アンパンマン（1993年 - 2020年、ちゅうしゃき先生〈2代目〉、ブック先生、白ういろう〈初代〉、パクパク竜〈2代目〉、ムシバキンマンII）
- 南国少年パプワくん（エンドウくん）
- ポコニャン（ハエさん）
- ミラクル☆ガールズ（松永秦）

1994年
- クレヨンしんちゃん（丸山文男）
- サッカーフィーバー（ジャック、ゾフ）
- ツヨシしっかりしなさい（支配人）
- 覇王大系リューナイト（カービン、店主）
- モンタナ・ジョーンズ（ラモン）
- ゴールFH（龍村邦彦）

1995年
- あずきちゃん（勇之助の父）
- 空想科学世界ガリバーボーイ（キャット、伝説王）
- 飛べ!イサミ（雪見千助、雪見栄助、鎧天狗 他）
- ぼのぼの（アライグマくんのお父さん）
- モジャ公（パパ、先生、パパドラゴ、執事ロボット、オッサン、マリコの祖父）

1996年
- エルフを狩るモノたち（コルチャック）
- 快傑ゾロ（スコーピオン副首領、ガリーラ）
- きこちゃんすまいる（1996年 - 1997年、ほんとは悪魔）
- 機動新世紀ガンダムX（ニコラ・ファファス）
- 逮捕しちゃうぞ（板垣）
- B'T X（ベム、兵士）

1997年
- 金田一少年の事件簿（1997年 - 2014年、リチャード・アンダーソン、陳永福） - 2シリーズ
- 白鯨伝説
- 爆走兄弟レッツ&ゴー!!WGP（デニス）
- はれときどきぶた（おじいちゃん）
- YAT安心!宇宙旅行（1997年 - 1998年、カルメラ、スルメ） - 2シリーズ
- るろうに剣心 -明治剣客浪漫譚-（稲城右京）

1998年
- アリスSOS（西村くん）
- 星方武侠アウトロースター（ヌバタ）
- 太陽の子エステバン（BS版）（カルメク）
- TRIGUN（部長）
- 虹の戦記イリス（祈祷師）
- 名探偵コナン（1998年 - 2023年、鈴木一郎、麦倉直道、大門一樹、針尾清治、布袋鋭司、遠藤康晴、間暮倫太郎、中嶺徳郎、岩松俊夫、両角鉄男 他）
- 遊☆戯☆王（刑事）
- 夢のクレヨン王国（団長〈青井青太〉）

1999年
- キョロちゃん（1999年 - 2000年、ドンジロリ、店主、スタッフ、販売員、シバシバ 他）
- Bビーダマン爆外伝V（キャビレット王）

2000年
- 幻想魔伝 最遊記（大鬼）
- サクラ大戦TV
- 週刊ストーリーランド（広田孝一）
- 陽だまりの樹（原田磊蔵）

2001年
- カスミン（あらいさん、雷神）
- Z.O.E Dolores, i（ガゼル）
- だいすき!ぶぶチャチャ（執事）
- ちっちゃな雪使いシュガー（ヘンリー、塔のオヤジ）
- ノワール（ドン・マルコ）
- パラッパラッパー（ポール）
- HELLSING（ステッドラー）

2002年
- 朝霧の巫女（稗田直範）
- アソボット戦記五九（ロックの父）
- 天使な小生意気（小悪魔）
- ロックマンエグゼ（2002年 - 2006年、ボルト、ガウス・マグネッツ）　- 4シリーズ

2003年
- アストロボーイ・鉄腕アトム（ミスター・アルカード）
- ガンパレード・マーチ 〜新たなる行軍歌〜（瀬戸口隆之）
- GetBackers-奪還屋-（東森男）
- 鋼の錬金術師（医師）
- ポケットモンスター アドバンスジェネレーション（2003年 - 2004年、からくり大王、マッキー）
- MADLAX（教授、ガイド）
- マシュマロ通信（サンタ・クロース）
- まぶらほ（タクシー運転手）
- 無限戦記ポトリス（ギザレス）
- わがまま☆フェアリー ミルモでポン! ごおるでん（隅田川）

2004年
- R.O.D -THE TV-（コール大統領）
- クロノクルセイド（ゴッチ）
- 魁!!クロマティ高校（中尾明）
- 小さい潜水艦に恋をしたでかすぎるクジラの話（遠藤）
- 爆裂天使（研究員）
- MEZZO -メゾ-（Mr.マジシャン）

2005年
- まじめにふまじめ かいけつゾロリ（2005年 - 2006年、ヤギー・シロー）
- ああっ女神さまっ（大沢教授）
- 韋駄天翔（ゲン）
- ガラスの仮面（2005年）（加川英明）
- 金色のガッシュベル!!（アース）
- Canvas2 〜虹色のスケッチ〜（教師）
- SoltyRei（スナイパー）
- ツバサ・クロニクル（2005年 - 2006年、ブルガル） - 2シリーズ
- BLOOD+（コリンズ・アイストン）
- MÄR-メルヘヴン-（カノッチ）

2006年
- 銀魂（2006年 - 2007年、石田・ピエール・源八左右衛門、奉行）
- サルゲッチュ 〜オンエアー〜（ハカセ、ウッキーレッド、ピポサル） - 2シリーズ
- シュヴァリエ 〜Le Chevalier D'Eon〜（カロン、サンドウィッチ伯爵）
- すもももももも 地上最強のヨメ（医師）
- ぜんまいざむらい（見栄城の殿様、先生 他）
- D.Gray-man（トクタル）
- DEATH NOTE（ナレーション、アラモニア・ジャスティン・ビヨンドルメーソン）
- NARUTO -ナルト-（アマチ）
- パンプキン・シザーズ（コルトゥ）
- ぷるるんっ!しずくちゃん（2006年 - 2008年、ペンキ先生） - 2シリーズ

2007年
- エル・カザド（フェルナンド、ウェイター）
- 機動戦士ガンダム00（2007年 - 2009年、イアン・ヴァスティ） - 2シリーズ
- Devil May Cry（ティム）
- デルトラクエスト（シルバー）
- 爆丸バトルブローラーズ（ナーガ）
- ぼくらの（狭山）
- やっとかめ探偵団（山下雅和）

2008年
- ゴルゴ13（ハーヴェイ、ビクトール）
- スケアクロウマン（ホテルマン）
- 絶対可憐チルドレン（ピロシキスキー）
- TYTANIA -タイタニア-（サラーム・アムゼカール）
- テレパシー少女 蘭（城山）
- デュエル・マスターズ シリーズ（2008年 - 2013年、ヤエサル、イエスマン、ザキラの手下、レイジ・アーム、老人） - 3シリーズ
- 北斗の拳 ラオウ外伝 天の覇王（我王）
- 図書館戦争（鳥羽/DVD3巻映像特典 TV未放送話）
- まめうしくん（りっぱ）
- ONE OUTS -ワンナウツ-（淡口、解説者）

2009年
- うみねこのなく頃に（熊沢鯖吉）
- グイン・サーガ（リヤ大臣、ラノス船長）
- 獣の奏者 エリン（オウリ）
- こばと。（清花の父）
- ジャングル大帝 -勇気が未来をかえる-（水牛）
- 蒼天航路（左嶺）
- 聖剣の刀鍛冶（アーヴィー・アーヴィング）
- ティアーズ・トゥ・ティアラ（白の精霊）
- 鋼の錬金術師 FULLMETAL ALCHEMIST（バリー・ザ・チョッパー / ナンバー66、憲兵、長老）
- 花咲ける青少年（東旋）
- ハヤテのごとく!!（職人、ぜぺっど）
- PandoraHearts（オスカー＝ベザリウス、人形）

2010年
- スーパーロボット大戦OG -ジ・インスペクター-（ヴィンデル・マウザー）
- 閃光のナイトレイド（平塚）
- パンティ&ストッキングwithガーターベルト（Z.Z.エイブラムス）

2011年
- THE IDOLM@STER（医師）
- たまごっち!（2011年 - 2014年、メロパパっち） - 2シリーズ
- ダンタリアンの書架（ロード・モスキン）
- Dororonえん魔くん メ〜ラめら（レンコンマン、ダラキュラ、マタサ鬼、トコロ天狗）
- トリコ（アルファロ、パッチ、宮司、店主）
- 魔法少女まどか☆マギカ（ニュースキャスター）

2012年
- NARUTO -ナルト- 疾風伝（二代目水影）
- HUNTER×HUNTER（第2作）（バッテラ）
- ヨルムンガンド PERFECT ORDER（ナザル）

2013年
- 有頂天家族（2013年 - 2017年、赤玉先生） - 2シリーズ
- クロスファイト ビーダマンeS（エージェントダーク）
- 翠星のガルガンティア（オルダム）
- 八犬伝―東方八犬異聞― 第二期（大角の実父）

2014年
- 寄生獣 セイの格率（由井）
- 世界征服〜謀略のズヴィズダー〜（ピエール）
- 白銀の意思 アルジェヴォルン（エーリッヒ・ザール）
- ドラゴンコレクション（猟師風の男）
- バディ・コンプレックス（ディレクター）
- ヒーローバンク（店主）
- フューチャーカード バディファイト（2014年 - 2015年、魔人インザイディ、五角竜王 天武） - 2シリーズ
- ブレイク ブレイド（エレクト、バルド隊隊員A）
- ONE PIECE（2014年 - 2015年、ディアマンテ）

2015年
- アルスラーン戦記（カリカーラ二世）
- ガンダム Gのレコンギスタ（ミラジ・バルバロス）
- GANGSTA.（ウラノス・コルシュカ）
- 食戟のソーマ（香田茂之進）
- ふうせんいぬティニー（トドの大臣）
- ONE PIECE エピソードオブサボ 〜3兄弟の絆 奇跡の再会と受け継がれる意志〜（ディアマンテ）

2016年
- Re:ゼロから始める異世界生活（コンウッド） - 2020年に第1期新編集版が放送
- 機動戦士ガンダムUC RE:0096（ヒル・ドーソン）
- 境界のRINNE（ナツミの祖父）
- プリパラ（園長）
- ポケットモンスター XY&Z（イチガヤ）
- マギ シンドバッドの冒険（役人）
- モンスターハンター ストーリーズ RIDE ON（ナレーション、ガミガミ）
- WWW.WORKING!!（聖バレンチヌス）
- 私がモテてどうすんだ（鮫虎の零）
- がんがんがんこちゃん（2016年 - 2018年、ハジメどり、仙ちゃん先生、ギャオくん） - 2シリーズ

2017年
- ガヴリールドロップアウト（マスター）
- ACCA13区監察課（アルテア）
- リトルウィッチアカデミア（ロッテのパパ）
- 笑ゥせぇるすまんNEW（メフィスト）
- THE REFLECTION（ウォーレン・ダレス）
- 魔法陣グルグル（石版）
- 将国のアルタイル（王兵長）
- UQ HOLDER! 〜魔法先生ネギま!2〜（牛冷娑婆）
- 魔法使いの嫁（2017年 - 2018年、ジョエル）
- クラシカロイド（会長）

2018年
- 覇穹 封神演義（老人）
- ベイブレードバースト 超ゼツ（萬田猿蔵）
- ゴールデンカムイ（トーマス）
- ゾイドワイルド（タイフウ）
- Back Street Girls -ゴクドルズ-（カズ父）
- おしりたんてい（2018年 - 2021年、うさごろう / うさごろう店長）
- ポチっと発明 ピカちんキット（2018年 - 2019年、モノマネオウムの空耳パロさん）
- ほしの島のにゃんこ（バトラー）

2019年
- revisions リヴィジョンズ（金子地域防災課長）
- ゲゲゲの鬼太郎（第6作）（大天狗）
- 転生したらスライムだった件（大臣）
- 八十亀ちゃんかんさつにっき（2019年 - 2022年、男、味噌神、おことわり、ナレーション） - 4シリーズ
- まちカドまぞく（2019年 - 2022年、ナレーション / ヨシュア） - 2シリーズ
- ロード・エルメロイII世の事件簿 -魔眼蒐集列車 Grace note-（アーネスト・ファーゴ）

2020年
- 異種族レビュアーズ（ナレーション、オーキナ博士）
- バビロン（オットー・ヘリゲル）
- ダーウィンズゲーム（士明）

2021年
- ウマ娘 プリティーダービー Season 2（じいや）
- ドラえもん（テレビ朝日版第2期）（依頼人）

2022年
- 境界戦機（紫々部シゲオ）

2024年
- ドラゴンボールDAIMA（タマガミ・ナンバー・ツー）

### 劇場アニメ
1988年
- AKIRA

1991年
- アルスラーン戦記（ラジェンドラ）
- サイレントメビウス（中級妖魔β）

1992年
- アップフェルラント物語（駅員）
- アルスラーン戦記II（ラジェンドラ）
- 走れメロス（ピーアス）

1993年
- SDガンダム外伝 聖機兵物語（重騎士アトミックガンダム）
- SDコマンド戦記ガンダムフォース スーパーGアームズファイナルフォーミュラー VS ノウムギャザー（コマンドF90）
- お星さまのレール（林）

1994年
- SD戦国伝 天下泰平編（結晶鳳凰）
- スラムダンク 全国制覇だ! 桜木花道（青田）

1996年
- (超)劇場版!地獄先生ぬ〜べ〜（殺人犯）

1998年
- 機動戦士ガンダム 第08MS小隊 ミラーズ・リポート（アス）
- ようこそロードス島へ!（ウッド）

2002年
- シックス・エンジェルズ（エド・キャニオン）

2009年
- 名探偵コナン 漆黒の追跡者（竜崎努）

2010年
- 劇場版 機動戦士ガンダム00 -A wakening of the Trailblazer-（イアン・ヴァスティ）
- ブレイク ブレイド（エレクト）

2011年
- 鋼の錬金術師 嘆きの丘の聖なる星（ピーター・ソユーズ）

2012年
- 劇場版 魔法少女まどか☆マギカ [後編] 永遠の物語（ニュースキャスター）
- 伏 鉄砲娘の捕物帳（網乾奉行）

2013年
- 劇場版 トリコ 美食神の超食宝（アルファロ）
- サカサマのパテマ（校長）
- 名探偵コナン 絶海の探偵（副艦長）

2015年
- 名探偵コナン 業火の向日葵（スペシャリスト）

2017年
- 宇宙戦艦ヤマト2202 愛の戦士たち（ゲーニッツ）

2022年
- Gのレコンギスタ III 宇宙からの遺産（ミラジ・バルバロス）

### OVA
不明
- 時給戦士スマイルバン外伝（ロボコック、チキンガー）
- KNIGHT SAVERS 2034 BUBBLE GUM CLASH!（ドクター・ユーリ）
- 毎日が日曜日（監督）

1985年
- ダーティペアの大勝負 ノーランディアの謎（パイロットA）
- 酎ハイれもんLOVE30'S 雨にぬれても
- ドリームハンター麗夢III 夢隠 首なし武者伝説（郎等）

1986年
- アウトランダーズ（将官、隊員D）
- 超時空ロマネスク SAMY MISSING・99（魔物、男D）

1987年
- 真魔神伝 バトルロイヤルハイスクール（豊倉先生）
- ヘル・ターゲット（兵士）
- ロボットカーニバル「プレゼンス」（同僚、男B）

1988年
- エースをねらえ!2（尾崎勇）
- 機甲猟兵メロウリンク（山賊B）
- ドラゴンズヘブン（兵士4）
- プロジェクトA子3 シンデレラ・ラプソディ（地球防衛軍隊員B）

1989年
- 強殖装甲ガイバー（高里）
- 紅い牙 ブルー・ソネット（研究員）
- エースをねらえ!ファイナルステージ（尾崎勇）
- かいけつゾロリ
- 銀河英雄伝説（ファイフェル少佐）
- 青春夫婦物語 恋子の毎日
- レスラー軍団〈銀河編〉 聖戦士ロビンJr.（我夢羅殿神王）

1990年
- あさってDaNCE
- A.D.POLICE
- A-Ko The VS（兵士A）
- 1+2=パラダイス（バラ子の父）
- ウルトラマングラフィティ おいでよ!ウルトラの国（ウルトラセブン 他）
- 戦国武将列伝 爆風童子ヒッサツマン（明智光秀）
- B・B（カズ）
- 緑山高校 甲子園編（岬田）
- ミノタウロスの皿（役人C）
- ロードス島戦記（村人、側近、ダークエルフ）

1991年
- ARIELシリーズ
  - 接触編（内閣官房長官）
  - 発動編（総理）

- 暗黒神伝承 武神（アナウンサー）
- 一本包丁満太郎（アナウンサー）
- インフェリウス惑星戦史外伝 CONDITION GREEN（ローニー）
- EXPER ZENON（パソコンの声）
- おたくのビデオ（吉田、小白龍）
- 乙姫CONNECTION（トシさん）
- おれ、夕子（教師）
- がんばれゴエモン 次元城の悪夢（エビス丸）
- きまぐれオレンジ☆ロード ルージュの伝言（鮎川まどかの父）
- 孔雀王（リポーター）
- クレオパトラD.C.（司令官）
- 柔道部物語（八木）
- 心霊恐怖レポート うしろの百太郎（小早川先生）
- SOL BIANCA2（ハンター）
- 帝都物語（局長）
- 入院ボッキ物語 おだいじに!（根岸歩）
- ねこ・ねこ・幻想曲（教師）
- BURN-UP（竜二）
- ファントム勇者伝説 ファントム強奪（松本）
- マネーウォーズ 〜狙われたウォーターフロント計画〜（北角）
- みどりの守り神（みどりの父）
- 魍魎戦記MADARA（白虎）

1992年
- るり色プリンセス（父）
- 紅いハヤテ
- 源氏（伊勢）
- 甲竜伝説ヴィルガスト（モンスターD）
- スクランブル・ウォーズ 突走れ!ゲノムトロフィーラリー（ヴーマくん）
- ダウンロード 南無阿弥陀仏は愛の詩
- 超時空要塞マクロスII -LOVERS AGAIN-
- D-1 DEVASTATOR（ニュースアナ、将校）
- 天地無用! 魎皇鬼（雪之丞）
- なにわ遊侠伝（松方基佐男）
- BASTARD!! -暗黒の破壊神-（1992年 - 1993年、神官A、ワーウルフ 他）
- 花平バズーカ（生徒）
- ハロー張りネズミ 〜殺意の領分〜（遠山剛）

1993年
- ジョジョの奇妙な冒険（パイロットA）
- SINGLES（早紀の父）
- 砂の薔薇 雪の黙示録（説明する男）
- 紅狼

1994年
- 青空少女隊（剣ヶ峰浩二）
- おさかなはあみの中（塚本会長）
- 七都市物語 〜北極海戦線〜（シャン・ロン将軍）
- 放課後の職員室（校長）
- ジェノサイバー

1995年
- アルスラーン戦記 征馬孤影（ラジェンドラ）
- 今日から俺は!!（1995年 - 1996年、村ちゃん）
- 真・女神転生 東京黙示録（ガキソン、飛行機の乗客）
- YAMATO2520（パッカード少尉）

1996年
- 機動戦士ガンダム 第08MS小隊（アス）
- ドクターかめかめ（かめかめ先生）

1997年
- 旭日の艦隊（ジェームス・キング）
- ぶっとび!!CPU（謎の男）

1998年
- 銀河英雄伝説外伝 千億の星、千億の光（ファイフェル少佐）
- ゴルゴ13〜QUEEN BEE〜（バーテン）
- 万能文化猫娘DASH!（側近、部長）

2000年
- 銀河英雄伝説外伝 第三次ティアマト会戦（ファイフェル少佐）

2001年
- マジンカイザー（2001年 - 2003年、のっそり博士、ヌケ、鉄仮面軍団） - 2作品

2002年
- 戦闘妖精雪風（FO）

2005年
- 黒の断章（杜松利明）
- トップをねらえ2!（ハトリ）
- フリクリ（選手B）

2008年
- やなせたかしメルヘン劇場 でかたんみみたんぽんたん（ナレーション）

2010年
- 機動戦士ガンダムUC（ヒル・ドーソン）
- “文学少女”メモワールII -ソラ舞う天使の鎮魂曲-（美羽の父）

2014年
- ファンタジスタ ステラ（木戸政孝）※コミックス第8・9巻DVD付き限定版

### Webアニメ
- ガンダムビルドダイバーズRe:RISE（2019年、アビリー）

### ゲーム
1988年
- 超絶倫人ベラボーマン（ベラボーマン）

1992年
- スプリガン mark 2 re-terrafoam project（コンロッド・マイヤー少尉）

1993年
- ゆみみみっくす（部長）

1995年
- 魔法騎士レイアース（アベニール）

1996年
- 月花霧幻譚〜TORICO〜（グレイ）
- 新スーパーロボット大戦（デビッド・ラザフォード、キスハール・バグワット）

1997年
- アドヴァンスVG（太子橋厳三）

1998年
- b.l.u.e. Legend of water（謎の声）
- エアガイツ（李書文）
- ドカポン!怒りの鉄剣（ブリキン、神様、武器屋の店主）

1999年
- アランドラ2 魔進化の謎（ニジャドール）

2000年
- 高機動幻想ガンパレード・マーチ（瀬戸口隆之）
- NEUES（ユーク・アルレイ）

2002年
- スーパーロボット大戦IMPACT（グローバイン）
- ダーククロニクル（Dr.ジャミング、スチュアート）

2003年
- ワイルドアームズ アルターコード:エフ

2004年
- シャドウハーツII（雅藍）
- スーパーロボット大戦GC（デビッド・ラザフォード、ヌケ）
- ホーンテッドマンション（ガンマン、音楽隊リーダー、胸像、ヒッチハイカー、小男 他）

2005年
- 戦神 -いくさがみ-（羽柴秀吉）
- 金色のガッシュベル!! うなれ!友情の電撃 ドリームタッグトーナメント（アース）
- 金色のガッシュベル!! ゴー!ゴー!魔物ファイト!!（アース）
- 式神の城 七夜月幻想曲（近衛貴之）
- ローグギャラクシー（スティーブ）
- ワイルドアームズ ザ フォースデトネイター

2006年
- ガンパレード・オーケストラ（瀬戸口隆之）
- サムライチャンプルー HIPHOPサムライアクション（花岡）
- スーパーロボット大戦XO（デビッド・ラザフォード、ヌケ）
- 聖剣伝説4（グリム・ハガー）

2007年
- エターナルファンタジー（スコッティ）
- スーパーロボット大戦OG ORIGINAL GENERATIONS（ヴィンデル・マウザー）

2008年
- 幻想水滸伝ティアクライス（ゲシュッツ、ハウ・シー、ファーガス）
- スーパーロボット大戦A PORTABLE（ヴィンデル・マウザー）

2009年
- 快盗天使ツインエンジェル 幻の少女（その他）※2009年1月1日に公式サイトで無料配布
- スーパーロボット大戦NEO（アッサーム）

2010年
- 黄金夢想曲（熊沢鯖吉） - 同人ゲーム

2011年
- SDガンダム GGENERATION（2011年 - 2019年、ヒル・ドーソン、イアン・ヴァスティ） - 3作品
- 機動戦士ガンダム 新ギレンの野望（アス）

2012年
- トリコ グルメモンスターズ!（アルファロ）
- ブレイブリーデフォルト フライングフェアリー（カール）
- 龍が如く5 夢、叶えし者（牛島史哉）

2013年
- スーパーロボット大戦OG INFINITE BATTLE（ヴィンデル・マウザー）
- スーパーロボット大戦Operation Extend（アッサーム）
- プレイステーション オールスター・バトルロイヤル（ハカセ）
- トリコ グルメガバトル!（アルファロ）
- ブレイブリーデフォルト フォーザ・シークウェル（カール）

2014年
- 第3次スーパーロボット大戦Z 時獄篇（ヒル・ドーソン）
- NARUTO -ナルト- 疾風伝 ナルティメットストームレボリューション（二代目水影）
- ONE PIECE 超グランドバトル! X（ディアマンテ）

2015年
- グランブルーファンタジー（聖王キャピュレット）
- ブレイブリーセカンド（カール）

2016年
- NARUTO -ナルト- 疾風伝 ナルティメットストーム4（二代目水影）

2017年
- スーパーロボット大戦V（ヒル・ドーソン）

2018年
- アークザラッド R（ヂークベック、クロイツ）
- ロックマン11 運命の歯車!!（Dr.ワイリー）

2019年
- 金色のガッシュベル!! Golden Memories（アース）

2020年
- ONE PIECE 海賊無双4（ディアマンテ）

2022年
- 鋼の錬金術師 MOBILE（バリー・ザ・チョッパー / ナンバー66）
- スーパーロボット大戦DD（エレクト）
- 機動戦士ガンダム 鉄血のオルフェンズG（デキステル、シニステル）

### デジタルコミック
- それでも町は廻っている（2013年、松田旬作）

### 吹き替え

#### 担当俳優
スティーヴ・ブシェミ
- アイランド（マック）
- エスケープ・フロム・L.A.（エディ）※ソフト版
- パルプ・フィクション（バディ・ホリー）

ドン・チードル
- ER IX 緊急救命室（ポール・ネイサン）
- BS世界のドキュメンタリー 危険な時代に生きる（本人）
- ホテル・ルワンダ（ポール・ルセサバギナ）

ビリー・クリスタル
- アナライズ・ミー（ベン・ソボル）※機内上映版
- アナライズ・ユー（ベン・ソボル）
- ファーザーズ・デイ（ジャック・ローレンス）
- マイ・ジャイアント（サム・ケイマン）

#### 映画
- 悪魔たち、天使たち（ニックの部下〈ロン・ディーン〉）
- 悪魔を憐れむ歌（チャールズ・オーラム〈ロバート・ジョイ〉、マイク）※ソフト版
- アスファルト・レーサー（イギー〈マヌエル・モンテス〉）
- あなたに逢えるその日まで…（ジョン・ハス〈クレイグ・ビアーコ〉）
- ANNIE/アニー（NY1レポーター〈パット・キアーナン〉[51]）
- アパルーサの決闘（ディーン）
- アメイジング・スパイダーマン（キャスター）
- アメイジング・スパイダーマン2（カフカ博士〈マートン・チョーカシュ〉）
- アリー/ スター誕生（ウルフィ〈マイケル・ハーネイ〉[52]）
- 生きてこそ（ダニエル・フェルナンデス〈ジョン・カッシーニ〉）
- 5つ子ちゃんがやって来た!（ジム・グローヴァー〈ダニエル・ローバック〉）
- いつの日かこの愛を（アールン）
- インクハート/魔法の声
- インディアンサマー[7]
- THE WAVE ウェイヴ（ライナー・ベンガー〈ユルゲン・フォーゲル〉）
- ウォンカとチョコレート工場のはじまり（理髪店の客①[53]）
- 美しき運命の傷痕（父親〈ミキ・マノイロヴィッチ〉）
- エドtv（ケン〈クリント・ハワード〉）
- 鬼教師ミスター・グリフィン（ミスター・グリフィン〈ジェイ・トーマス〉）
- 俺たちダンクシューター（ディック・ペッパーフィールド）
- オンリー・ザ・ロンリー（パトリック・マルドゥーン〈ケヴィン・ダン〉）
- 奇跡の旅
- 奇跡の旅2/サンフランシスコの大冒険（ストーキー〈マイケル・ベル〉）
- キャスパー（ストレッチ、レイモンド・スタンツ博士〈ダン・エイクロイド〉、メル・ギブソン）※DVD・BD版
- キャノンボール3 新しき挑戦者たち（ジャック・オニール〈ティム・マシスン〉）※VHS版
- キラー・クロコダイル/怒りの逆襲
- キラーコンドーム（サム・ハンクス〈ペーター・ローマイヤー〉）
- クラッシュ・ザ・タンカー/流出危機（サム・スキナー〈ケネス・ウェルシュ〉）
- グリンチ（クレイジー・モス〈ジェームス・リッツ〉）※劇場公開版
- グリーンブック（チャーリー〈ピーター・ガブ〉[54]）
- クレイドル・ウィル・ロック（アルド・シルヴァノ〈ジョン・タトゥーロ〉）
- グレムリン2 新・種・誕・生（カツジ〈ゲディ・ワタナベ〉、アレックス）※ソフト版
- 黒い司法 0%からの奇跡（ハーバート・リチャードソン〈ロブ・モーガン〉）
- 刑事マディガン（ジェームズ・プライス警部補）※ソフト版
- 恋する人魚たち
- 恋はデジャ・ブ（ラルフ）
- 告発の行方 ※フジテレビ版
- GODZILLA（オリヴァー・オニール軍曹〈ダグ・サヴァント〉）※劇場公開版[8]
- 最凶女装計画（ウォーレン・ヴァンダーゲルト〈ジョン・ハード〉）
- サイモン・セズ（アシュトン）
- ザ・コンテンダー（ジャック・ハサウェイ〈ウィリアム・ピーターセン〉）
- 幸せへのキセキ（ウォルター・フェリス〈ジョン・マイケル・ヒギンズ〉）
- 地獄の殺人救急車/狙われた金髪の美女（ストリートギャングのリーダー）
- ジャイアント・ベビー[7]（テレビの歌手、警官、アナウンス）※ソフト版
- ジャンヌ・ダルク（バック〈ヴィンセント・リーガン〉）※ソフト版
- シャンハイ・ナイト（アーティー・ドイル〈トム・フィッシャー〉）
- 13日の金曜日 PART2 ※日本テレビ版
- ジョーズ・アパートメント（ロドニー・ローチ〈レジナルド・ハドリン〉）
- 新・荒野の七人 馬上の決闘（スレイター〈ジョー・ドン・ベイカー〉）※テレビ東京版
- シンドラーのリスト（ポルデク・ペファーベルグ〈ジョナサン・セガール〉）
- 新桃太郎3/聖魔大戦（赤毛暗鬼）
- スーパードッグ エア・バディ/ベースボールで一発逆転!（審判員）
- スーパードッグ エア・バディ/ビーチバレーで危機一髪!（マッケイ監督）
- スノーホワイト（スカー〈アンドリュー・ティアナン〉）
- スペース・バディーズ 小さな5匹の大冒険（ビル・ウォルフソン）
- 青春の輝き（リチャード・コリンズ〈アンソニー・ラップ〉）
- ソルジャー（メイス〈ショーン・パートウィー〉）※ソフト版
- 大逆転（貨物係〈アル・フランケン〉、同房者〈ジャンカルロ・エスポジート〉）※フジテレビ版
- ダイ・ハード2（オライリー〈ロバート・パトリック〉）※ソフト版
- 宝島（モーガン〈ウィリアム・デヴリン〉）※DVD版
- ため息つかせて（ジョン・ハリス・シニア〈マイケル・ビーチ〉）
- タワーリング・インフェルノ（ウェス）※TBS版
- チャーリー[7]（ローリー・トザロー〈デイヴィッド・ドゥカヴニー〉）
- チャイニーズ・ウォリアーズ（栂司令官〈松井哲也〉）
- 超巨大ハリケーン カテゴリー5（チャーリー・デュピュイ〈C・トーマス・ハウエル〉）
- 追憶 ※TBS版
- ディアボリーク 悪魔の刻印（死神）
- ディクテーター 身元不明でニューヨーク（ナダル〈ジェイソン・マンツォーカス〉）
- デッドライン/おまえを渡さない
- デリンジャー（レロイ）※テレビ東京版
- 天使の処刑人 バイオレット&デイジー（ラス〈ダニー・トレホ〉）
- デンジャラス・ラン（アレック・ウェイド〈リアム・カニンガム〉）※BSジャパン版
- デンバーに死す時（ベイビー・シニスター〈グレン・プラマー〉）
- トークショー（デヴィッド・レターマン〈ジョン・マイケル・ヒギンズ〉）
- トゥームレイダー ファースト・ミッション（トレーナーのテリー〈ダンカン・エアリー・ジェームス〉[55]）
- 同居人/背中の微かな笑い声（ボブ）※VHS版
- ドクター（イーライ・ブルムフィールド医師〈アダム・アーキン〉）
- ドクター・ドリトル4（ドリアン）
- トラックス（ジャック）
- トランスフォーマー/ロストエイジ（ジョシュア・ジョイス〈スタンリー・トゥッチ〉）
- トランスフォーマー/最後の騎士王（マーリン〈スタンリー・トゥッチ〉）
- トランスポーター（ボス〈ディディエ・サン・ムラン〉）※テレビ朝日新録版
- トレスパス（ルーサー〈グレン・プラマー〉[7][20]）
- ドン・サバティーニ（エドワード〈B・D・ウォン〉）
- ニルヴァーナ（ジョイスティック〈セルジオ・ルビーニ〉）
- パーシー・ジャクソンとオリンポスの神々
- バーチャル・ウォーズ
- ハード・プレイ（フランク・ストゥッキ、ウィリー）
- バートン・フィンク（リチャード・セント・クレア）※VHS版
- バイオハザードIV アフターライフ（ベネット〈キム・コーツ〉）※劇場公開版
- 8月のメモワール（ダッジ〈ゲイリー・バサラバ〉、ジョン・レイ・ウィルキンス〈ニック・サーシー〉）
- バック・トゥ・ザ・フューチャー PART3（ビュフォードのギャング仲間#3〈マイク・ワトソン〉、ダグラス・J・ニードルズ〈フリー〉）※日本テレビ版
- バックドラフト（ワシントン[7][20]）※ソフト版
- バッドデイズ（キショーン・ブラウン）
- バッド・ヘア・デー（エド）
- パディントン（軽薄な警備員）
- パトリオット ※テレビ東京版
- パパがママでママがパパ!?（ウィーブリー校長）
- ハピネス（ビル・メイプルウッド〈ディラン・ベイカー〉）
- バラ色の選択（ゲイリー・タウビン）
- ハリー・ポッターシリーズ（アーサー・ウィーズリー〈マーク・ウィリアムズ〉）
  - ハリー・ポッターと秘密の部屋[56]
  - ハリー・ポッターとアズカバンの囚人
  - ハリー・ポッターと炎のゴブレット
  - ハリー・ポッターと不死鳥の騎士団
  - ハリー・ポッターと謎のプリンス[57]
  - ハリー・ポッターと死の秘宝 PART1
- パルプ・フィクション（ポール〈ポール・カルデロン〉）
- パワーレンジャー・映画版（フレッドのパパ）
- 判決/クライム・オブ・ザ・センチュリー
- ビッグ・バグズ・パニック（イーサン〈レイ・ワイズ〉）
- ビンゴ!（デイヴ〈クリス・イーストマン〉）
- フェノミナン（ボブ医師〈ブレント・スパイナー〉）
- 復讐捜査線（ジム・パイン）
- ブラック・マスク（キン・カウ〈アンソニー・ウォン〉）
- ブラッド・ファーザー（カービー・カーティス〈ウィリアム・H・メイシー〉）
- プリズン・フリーク（デュエイン・ヒンクリー〈ボブ・オデンカーク〉）
- ブルドッグ
- プレイス・ビヨンド・ザ・パインズ/宿命（ロビン〈ベン・メンデルソーン〉）
- プレデター2（ガーバー〈アダム・ボールドウィン〉）※ソフト版
- ブロークン・アロー（参謀本部議長〈ジャック・トンプソン〉）※ソフト版
- フローレス（レナード〈バリー・ミラー〉）
- ベビーシッター・アドベンチャー（マイク〈ブラッドリー・ウィットフォード〉[7]）※フジテレビ版
- ヘブンズ・プリズナー（ジェリー・ファルゴウト〈タック・ミリガン〉）※VHS版
- ボーダーライン（ファウスト・アラルコン）
- ホット・ショット2[7]
- ボブ★ロバーツ（チャック・マーリン〈ジェームズ・スペイダー〉、ロジャー・デイヴィス〈ジャック・ブラック〉）
- ホワイトハウス狂騒曲[7]
- ポンペイ（セヴェルス〈ジャレッド・ハリス〉）
- マイ・ライフ（ジョージ）※ソフト版
- マイライフ・アズ・ア・ドッグ（サンドベルイ氏）
- マシニスト
- マスク（ディッキー）※ソフト版
- マペットシリーズ（ゴンゾ、ミス・ピギー、ブンゼン）
  - マペットのクリスマス・キャロル（エミリー）
  - マペットの宝島
- マルコムX（サミー）
- マローン/黒い標的
- マンボ・キングス/わが心のマリア（ウィリー）
- ミッション:インポッシブルシリーズ（指令の声）
  - ミッション:インポッシブル/ゴースト・プロトコル
  - ミッション:インポッシブル/ローグ・ネイション
  - ミッション:インポッシブル/フォールアウト[58]
- ミュータント・ニンジャタートルズ3（スプリンター）
- MOON44（スクーター・ベイリー）
- めぐり逢えたら（キース）※フジテレビ版
- もう子守歌はいらない（フランク〈デヴィッド・ソーントン〉）
- ユージュアル・サスペクツ（ハンガリー語の通訳）※ソフト版
- ラスト・キング 王家の血を守りし勇者たち（トリシュテン〈クリストファー・ヒヴュ〉）
- ラビリンス/魔王の迷宮（火狼、右下のロルフ 他）※ソフト版
- ラリー・フリント（アルロ〈クリスピン・グローヴァー〉）
- RUN/標的にされた男（デニー・ハロラン〈アラン・C・ピーターソン〉）
- 流血の絆/野望篇（サミー）
- ルーニー・テューンズシリーズ（ナレーター）
  - スペース・ジャム
  - ルーニー・テューンズ:バック・イン・アクション（ナスティ・カナスタ、ビーキー・バザード、ジュニア・ベア、ドクター・ローレ）
  - スペース・プレイヤーズ（ゲームアナ1[59]）
- ルール3（スパーキー・ショウ刑事〈ミートローフ〉）
- REDリターンズ（フィリップス長官〈ティム・ピゴット＝スミス〉）
- レッドロック/裏切りの銃弾（ジム）
- ローズ家の戦争（ゴードン医師）※ソフト版
- ロスト・ワールド/ジュラシック・パーク
- ワールド・ウォーZ[60]（副操縦士）
- 私の愛情の対象（ヴィンス・マクブライド〈ジョン・パンコウ〉）
- 101 ※テレビ朝日版

#### ドラマ
- アリー my Love
- ER緊急救命室 シーズン5・6（トニー・フィグ〈ジェフ・ケイヒル〉）
- インディ・ジョーンズ/若き日の大冒険
- ウルトラマンG（デイヴィッド記者、若者）
- NCIS 〜ネイビー犯罪捜査班（ショーン・レイサム）
- F.B.EYE!! 相棒犬リーと女性捜査官スーの感動!事件簿 シーズン1 #7（ジャッド・ウィテカー / ジュシュ・ドゥーガン）
- オン・ジ・エアー（ビリー・“ブリンキー”・ワッツ〈トレイシー・ウォルター〉）
- カシミアマフィア
- カリフォルニケーション シーズン3 #5（ズロズ〈ケヴィン・コリガン〉）
- クイーンズ・ギャンビット
- ケース・センシティブ 静かなる殺人
- コーヒープリンス1号店（ホン・ゲシク〈キム・チャンワン〉）
- 荒野のピンカートン探偵社（ローガン保安官）
- こちらブルームーン探偵社 シーズン2 #4（MC）
- 殺人の足跡 マーダーランド（フィリップス）
- CSI:マイアミ8（マックス・デザルヴァ）
- ジーナ（ハルカタ〈室山和廣〉、カオ）
- シェイムレス 俺たちに恥はない（フランク・ギャラガー〈ウィリアム・H・メイシー〉）
- 女王ヴィクトリア2 愛に生きる
- 新・上海グランド（横三）
- スティーヴン・キングのゴールデン・イヤーズ（フレデリックス〈ティム・ギニー〉）
- セサミストリート（モンティ）※DVD版
- ドールハウス Dollhouse シーズン2 #3（フランクリン）
- 24 -TWENTY FOUR-
  - シーズン4（ヨシク・カタミ〈ニコラス・グイラック〉 他）
  - シーズン5（ウォルト・カミングス〈ジョン・アレン・ネルソン〉）
  - シーズン8（ミハイル・ノヴァコヴィッチ〈グレアム・マクタヴィッシュ〉）
- トワイライト・ゾーン シーズン2 #4 「オベーション」（J・J・マロイ〈トーマス・レノン〉）
- NIKITA / ニキータ（ダディッチ）
- PERSON of INTEREST 犯罪予知ユニット シーズン5 #1
- ハリーズ・ロー 裏通り法律事務所（ネヴィル・ジョンソン弁護士）
- ヒューマン・ターゲット（リチャード・アップルバウム）
- ヒルストリート・ブルース（ジョー・コフィ〈エド・マリナロ〉）
- ふたりは最高!ダーマ&グレッグ シーズン4 #9（マニー）
- プリズン・ブレイク ファイナル・シーズン（グリフィン・オーレン〈ショーン・デューク〉、競馬場の支配人、ブライアン、警備員）
- ブルーブラッド シーズン2
- ボディ・オブ・プルーフ2 死体の証言（ブレンダン・ジョンソン）
- ホワイトカラー シーズン5 #5（スタントン〈T・ライダー・スミス〉）
- マペットシリーズ
  - フラグルロック
  - マペット放送局（ラッシュ）
- ヤングライダーズ シーズン1 #9（ノール）
- 世にも不思議なアメージング・ストーリー シーズン2 #18（テッド・ヘレンバック〈アダム・アント〉
- リーズナブル・ダウト[7]
- LAW & ORDER:性犯罪特捜班（ジョン・マッチ〈リチャード・ベルザー〉）
- 私はラブ・リーガル #5（カラハン地方検事〈ジョン・アレン・ネルソン〉）

#### アニメ
- アイアンマン（リビングレーザー）
- アイス・エイジ（ジーク）
- アニマニアックス（ピンキー、タケウチ、ナレーション）
  - ピンキー&ブレイン（ピンキー）
- アラジンの大冒険
- イウォーク物語（ゴルニーシュの部下、フーム）※DVD版
- 陰謀論のオシゴト（ランド・リドリー）
- X-MEN（テレビ東京版）（モジョー、ゴージャスジョージ[7]）
- ガーゴイルズ（オベロン）
- 怪盗カルメンサンディエゴ（警官）
- ガジェット警部
- ガフールの伝説（ジャット）
- きかんしゃトーマス（スカーロイ、作業員、ビルの機関助手）※テレビ東京、NHK版
  - きかんしゃトーマス ブルーマウンテンの謎（スカーロイ）
  - きかんしゃトーマス キング・オブ・ザ・レイルウェイ トーマスと失われた王冠（スカーロイ）
- キャッツ&カンパニー
- くもりときどきミートボール2 フード・アニマル誕生の秘密（チェスター5世）
- コルドロン（ガーギ）※DVD追加録音部分
- ザ・シンプソンズ（デイブ・シャットン〈初代〉、アーティー・ジフ〈2代目〉、選挙参謀、映画ナレーション）
- ザ・バットマン（カール・サンズ/シャドウシーフ）
- おやゆび姫 サンベリーナ
- おまかせスクラッパーズ（警備署長[7]）
- ジャッキー・チェン・アドベンチャー（老僧侶）
- 新マドレーヌ
- スター・ウォーズ ドロイドの大冒険（ヴィンガ）※DVD版
- スワン・プリンセス2/魔王の城（従者ブロム）
- スワン・プリンセス3/禁断の書（従者ブロム）
- ダックテイル（王様、ピング）
- ターザン&ジェーン
- タンタンの冒険 黒い島のひみつ（イワン）
- ティーモ・シュプリーモ（誕生日泥棒）
- ティーン・タイタンズ（マッド・モッド）
- ディック・トレイシー（ウードルス）
- 天使のわんちゃん チャーリーとイッチー
- トイ・ストーリー 謎の恐竜ワールド（クレリック）
- トムとジェリー（謎の声）
- ナイトメアー・ビフォア・クリスマス（クラウン、ミスター・ハイド）
- ニャンちゅうワールド放送局 なぞなぞケロロン
- ハウス・オブ・マウス（パニック）
- バットマン（フランシス）
- パパはグーフィー
- ビリー&マンディ（メテオ、ヴァン・ヘルシング）
- ファインディング・ニモ（ボブ）
- プリンス・オブ・エジプト（ホイ）
- ピンクパンサー（タッド、カウボーイ、オグリーディ 他）
- ヘラクレス（パニック[61]、アポロ 他）
- ベン10（サブリミノ）
- ボルト（ブレイク）
- 魔法の剣 キャメロット（ブレードビーク）
- ミュータント・タートルズ（スプリンター[7]、クランゲ皇帝、ジョーイ、キャスター）※テレビ東京版
  - ミュータント タートルズ 2003年版（ハリー）
  - ミュータント タートルズ 2012年版（2次元アニメ世界のクランゲ皇帝）
- メリダとおそろしの森（カラス）
- モンスター・ホテル（機長[62]）
- モンキーマジック（鰻力大王）
- ライアンを探せ!
- ライオン・キング（ザズー）
  - ライオン・キングのティモンとプンバァ（ザズー、フロンク）
  - ライオン・キング3 ハクナ・マタタ（ザズー）
  - ライオン・ガード
- ラマだった王様 学校へ行こう!（イピ）
- リセス 〜ぼくらの休み時間〜（ミスターE）
- リトルフット（ストラット）
- ルーニー・テューンズ（1996年 - 2024年、 ナレーター、トッシュ、ワイリー・コヨーテ、ピート・ピューマ 他）
  - シルベスター&トゥイーティー ミステリー（1998年、ナレーター、ヒュービー＆バート）
  - タイニー・トゥーンズ（2000年、ナレーター、ピート・ピューマ）
  - ダック・ドジャース（2004年、ナレーター、Dr.IQハイ）
  - トゥイーティーのフライング・アドベンチャー 80日間世界一周大冒険（2001年、ナレーション）
  - ルーニー・テューンズ・ショー（2011年、ナレーター、トッシュ[63] 他）
  - 新 ルーニー・テューンズ（2016年、ナレーター、ミシガン・J・フロッグ、ワイリー・コヨーテ[64] 他）
  - ルーニー・テューンズ・カートゥーンズ（2021年、ナレーター〈初代〉[65]、ビーキー・バザード〈初代〉、ピート・ピューマ〈初代〉、グーン〈初代〉）
  - バッグス・バニー ビルダーズ（2023年、ワイリー・コヨーテ〈初代〉）
  - タイニー・トゥーンズのハチャメチャ学園（2024年、ミシガン・J・フロッグ〈初代〉）

#### 人形劇
- がんばれタッグス（ザク、バーク、ジャック、機関車パファー）
- フラグルロック

### 特撮
1989年
- 高速戦隊ターボレンジャー（ズルテンの声、ズルテンメタルタイプの声）
- 高速戦隊ターボレンジャー（劇場版）（ズルテンの声）

1990年
- 地球戦隊ファイブマン（ガロアどんの声、実験闘士エノキラーギンの声、バツラー兵339号の声）

1991年
- 鳥人戦隊ジェットマン（ジハンキジゲンの声、カメラジゲンの声、ドライヤージゲンの声）

1995年
- 劇場版 超力戦隊オーレンジャー（スチームパンクスの声）

1996年
- 超力戦隊オーレンジャー（バラハンターの声）
- 激走戦隊カーレンジャー（NNネレンコの声）

1999年
- 救急戦隊ゴーゴーファイブ（スパイダラスの声）

2001年
- 百獣戦隊ガオレンジャー（カラオケオルグの声）

2004年
- 爆竜戦隊アバレンジャー（ナナクサルンバの声）

2005年
- 魔法戦隊マジレンジャー（冥府神二極神スレイプニルの声）

2007年
- 獣拳戦隊ゲキレンジャー（四幻将サンヨの声）

2009年
- 侍戦隊シンケンジャー（ヤミオロロの声）

### 人形劇
- ざわざわ森のがんこちゃん（ギャオくん、ハジメどり〈初代〉、仙ちゃん先生〈初代〉、バンバンのお婆さん〈初代〉、首なしガイコツ、なぞなぞの木）
  - 新・ざわざわ森のがんこちゃん[66]
  - ざわざわえんのがんぺーちゃん[67]

### CD・カセット
- JOKER SECOND CONTACT パープル・ムーン（地球政府高官[7][20]）
- 〜愛とロマンの叙事詩〜 ギリシャ・ローマ神話1 愛の月桂冠（アポロン）
  - 〜愛とロマンの叙事詩〜 ギリシャ・ローマ神話7 魂は愛の試練を超えて（アポロン）
- アニメイトカセットコレクション 超獣機神ダンクーガ（警備兵）
- アルスラーン戦記【第2部】1 仮面兵団（ラジェンドラ）
  - アルスラーン戦記【第2部】2 旌旗流転（ラジェンドラ）
- 機動戦士ガンダム00 CDドラマ・スペシャル3 アナザーストーリー COOPERATION-2312（イアン・ヴァスティ）
- 金田一少年の事件簿 悪魔組曲殺人事件（剣持勇）
  - 金田一少年の事件簿 死神病院殺人事件（剣持勇）
- サンダーバード秘密基地セット（ロンドンタワー管制官A、アナウンサー）
- 獣装機攻ダンクーガノヴァ EXTRA MISSION 1 「あの時の月面決戦」（加門剛造）
- ストリートファイターZERO2外伝 さくら・もっとも危ない女子高生（山口、チンピラ1、男4、組織の男4）
- Sneaker CD Collection されど罪人は竜と踊る（プリセラ・ユプスル・サザーラン）
- せんせいのお時間（みかの父）
- 創竜伝（幹事長）
- 天空忍伝バトルボイジャー（プリン）
- トルネコの大冒険 不思議のダンジョン（ファンじいさん）
- ドラマCD『スーパーメイドちるみさん』（原田潤一）
- namco ビデオゲームグラフティ vol.4（ベラボーマン、中村 他）
- ハーメルンのバイオリン弾き ドラマCD Vol.3（パーカス）
- BASTARD!! -暗黒の破壊神- 外伝 四天王邂逅篇 巻之一
- PandoraHearts ドラマCD1 CDドラマシアター『ベザリウス学園の悪夢』（オスカー＝ベザリウス）
  - PandoraHearts ドラマCD2 CDドラマシアター『アリスのむ茶会』（オスカー＝ベザリウス）
- ブレイク ブレイド 番外編ドラマCD（エレクト）
- 魔界学園
  - 魔界学園I 転校生編（クモ男）
  - 魔界学園II 激闘編（我蘭獰、網代木三平）
  - 魔界学園III 完結編（アナウンサー、烈鬼C）
- 満員御礼 上巻（梶之助の祖父）
- モンスターメーカー ドラマCD 魔剣デスデリバーを探せ!（ゴブリン[20]）
- ラ・サタニカ（松嶋敦司）
- Lovely Sick 〜恋愛疾患〜（鷲見繚一）

### ナレーション
- 男の食彩
- 鑑賞マニュアル 美の壺 「大谷石」（NHK教育）
- 経済羅針盤（NHK総合・NHK BS1）
- 経済ワイド ビジョンe（NHK総合・NHK BS1）
- スペイン語会話（NHK教育）
- ディスカバリーチャンネルDVD　エア・ジョーズ2
- テレビでスペイン語（NHK教育）
- 東京国際キルトフェスティバル -布と針と糸の祭典2009-（NHK-BS2・NHK-BShi）
- news every.（NTV）※「特集」のコーナー不定期担当
- 日本サプリメント 豆鼓エキスつぶタイプ・ペプチドエースつぶタイプ（CMナレーション）
- 報道特捜プロジェクト（NTV）
- BBC Earth2016  ワイルド・ニュージーランド〜美しき野生の楽園〜（WOWOW）

### オーディオブック
- 蒼のファンファーレ（2020年[68]）
- 勇者に期待した僕がバカでした（2020年、ロホ博士ほか[69]）

### ボイスオーバー
- NHKスペシャル（NHK総合）
  - シリーズ 激動の世界
    - 第1回 「テロと難民 〜EU共同体の分断〜」（トマス・ショルツ、ユーラシア・グループ代表 国際政治学者 イアン・ブレマー）
    - 第2回 「大国復活の野望 〜ロシア・プーチンの賭け〜」（国際政治学者 イアン・ブレマー）
- ウルルン2008（TBS）※副音声
- 世界ふれあい街歩き〜イギリス・ダートムーア篇〜（NHK-BS2・NHK-BShi）
- 地球の奇蹟スペシャル 日本人初踏破!世界最大の洞窟・ソンドン（テレビ東京）
- 地球!ジオグラTV（TBS）
- 地球ドラマチック（NHK教育テレビ）
  - 「ツタンカーメンDNA大解析」
  - 「スコットランド"巨石神殿"の謎」
  - 「ティワナク インカに先立つ謎の文明」
  - 「UFO出現!?そのとき何が?〜三角形の飛行物体の謎〜」
  - 「古代ローマ 陰謀と退廃の街〜海に沈んだもうひとつのポンペイ〜」
  - 「ハリー・ポッターと魔法の世界」（マーク・ウィリアムズ）
- 日立 世界・ふしぎ発見!（TBS）※次回予告ナレーション
- 魔法の映画はこうして生まれる〜ジョン・ラセターとディズニー・アニメーション〜（NHK総合・NHK BS1）
- 日曜美術館(NHK教育テレビ)

### テレビドラマ
- 真田太平記（NHK） - 加賀井重治
- 花へんろ・風の昭和日記（NHK）
- 恋、した。（テレビ東京）

### バラエティ
- ダウンタウンのガキの使いやあらへんで!!「ガキの使い裁判 大沼朗裕ドケチ裁判シリーズ」（大沼朗裕の声）
- BLOOD+ DVD VOL.10 映像特典「inside BLOOD+」（キャストインタビュー）
- 佐藤健&千鳥ノブよ!この謎を解いてみろ!（ボスの声）

### パチンコ・パチスロ
- パチスロあしたのジョー2（紙芝居屋）
- パチスロうる星やつら2（錯乱坊）
- パチスロうる星やつら3（錯乱坊）
- Pうる星やつら〜ラムのLoveSong〜（錯乱坊）

### その他コンテンツ
- NHKスペシャル「盗まれた最高機密 〜原爆・スパイ戦の真実〜」（ヴェルナー・ハイゼンベルク）
- ドラマ新銀河（副音声解説[70]）
- コズミックフロント☆NEXT
- 『カク博士のSF研究室』、その他ディスカバリーチャンネルで出演した番組の一部（ミチオ・カク博士）
- ゲゲゲの鬼太郎 〜鬼太郎の幽霊電車〜（白山坊）
- ダイドードリンコしゃべる自動販売機（名古屋弁担当）[71]
- おひさま にこにこげきじょう 2007年2月号「パンやのろくちゃん」〜じてんしゃにのりたいよのまき〜（朗読）
- ザ・ヴィランズ・ワールド（パニック）
- ディズニー・クリスマス・ストーリーズ（てれすけ）

### 詳細不明
- かずとあそぼ（ペカリン）[7]
- すくすく赤ちゃん（ナレーション）[7]
- おさかなはあみの中（塚本会長）[7]

## 後任
梅津の没後、持ち役を受け継いだ声優は以下の通り。
| 後任     | 役名               | 概要作品                     | 後任の初担当作品                                                      |
| -------- | ------------------ | ---------------------------- | --------------------------------------------------------------------- |
| IKKAN    | ハジメどり         | 『ざわざわ森のがんこちゃん』 | 2024年7月6日放送『もしものときのがんこちゃん 熱中症かなとおもったら』 |
| IKKAN    | バンバンのお婆さん | 『ざわざわ森のがんこちゃん』 | 2024年7月6日放送『もしものときのがんこちゃん 熱中症かなとおもったら』 |
| IKKAN    | 仙ちゃん先生       | 『ざわざわ森のがんこちゃん』 | 2024年7月6日放送『もしものときのがんこちゃん 熱中症かなとおもったら』 |
| 中務貴幸 | ワイリー・コヨーテ | 『ルーニー・テューンズ』     | 『バッグス・バニー ビルダーズ』2025年2月放送分                        |

### シリーズ一覧
1. ↑  第1作（1997年）、第2作『R』第1期（2014年）
2. ↑  第1期（1997年）、第2期（1998年）
3. ↑  第1シリーズ（2002年 - 2003年）、第2シリーズ『AXESS』（2004年）、第3シリーズ『Stream』（2004年 - 2005年）、第5シリーズ『BEAST+』（2006年）
4. ↑  第1期（2005年）、第2期（2006年）
5. ↑  第1期（2006年）、第2期『2nd』（2006年 - 2007年）
6. ↑  第1期（2006年 - 2007年）、第2期『あはっ☆』（2007年 - 2008年）
7. ↑  ファーストシーズン（2007年 - 2008年）、セカンドシーズン（2008年 - 2009年）
8. ↑  『デュエル・マスターズ クロス』（2008年）、『デュエル・マスターズ クロスショック』（2010年）、『デュエル・マスターズ ビクトリーV3』（2013年）
9. ↑  第1期（2013年）、第2期『2』（2017年）
10. ↑  第1期（2014年）、第2期『100』（2015年）
11. ↑  第1期（2016年 - 2017年）、第2期（2018年）
12. ↑  第1期（2019年）、第2期『2さつめ』（2020年）、第3期『3さつめ』（2021年）、第4期『4さつめ』（2022年）
13. ↑  第1期（2019年）、第2期『2丁目』（2022年）
14. ↑  『マジンカイザー』（2001年 - 2002年）、『死闘！暗黒大将軍』（2003年）
15. ↑  『3D』（2011年）、『GENESIS』（2016年）、『CROSSRAYS』（2019年）